# Tādif
Tādif (arabiska: تادف) är en subdistriktshuvudort i Syrien.   Den ligger i provinsen Aleppo, i den norra delen av landet, 300 kilometer norr om huvudstaden Damaskus. Tādif ligger 440 meter över havet och antalet invånare är 34 670.
Terrängen runt Tādif är platt. Runt Tādif är det ganska tätbefolkat, med 86 invånare per kvadratkilometer.. Närmaste större samhälle är Al Bāb, 2,8 kilometer nordväst om Tādif.
Omgivningarna runt Tādif är i huvudsak ett öppet busklandskap.